# Ђорђе Дримколски
Ђорђе Цветковић Дримколски (Лабуништа, 1860 — 1905) је био српски четнички војвода у Старој Србији у време борби за Македонију почетком 20. века.

## Биографија
Ђорђе Цветковић рођен је у селу Лабуништима, у Дримколу код Струге 1860. као син Димитрија Цветковића, једног од команданата српских добровољаца из Старе Србије у Српско-турском рату 1876. Село Лабуништа, као и село Подгорци, Крстец, Јабланица и Вевчани у Дримколу била су српска-патријаршијска села или су имала српску већину и трпела су притисак ВМРО-а, да уђу у Бугарску егзархију и ВМРО посебно од војводе Милоша из Безова. Притисак је порастао након Илинданског устанка. У селу Лабуништима августа 1904. Пандило Ђорески формира сеоску чету ради самоодбране и поставља страже које би браниле село од упада ВМРО-а. Дримколски Срби, несигурни у себе, позивају сина свог некадашњег вође Димитрија, Ђорђа Цветковића, који у то време, у Београду држи кафану Три грозда, да дође и преузме команду над четом. Затвара кафану и одлази на челу чете да брани свој крај од зулума. Године 1904. теку преговори између Српске одбране и Бориса Сарафова који за новац пристаје да каналима ВМРО-а спроведе три српске чете на терен Старе Србије и Македоније. У јесен 1904. поред чете Глигора Соколовића проводи и чету Ђорђа Цветковића. Цветковић је у Дримкол стигао са неколико четника и преузео чету од Пандила Ђореског. Присуство муслимана и Албанаца у селима у околини, као и снага чете Милоша из Безова, приморали су Цветковића да целу зиму 1904/1905. проведе ван села четујући по планинама и избегавајући села због могућности одмазде. Због зиме и тешког живота здравље му пропада и умире од промрзлина пролећа 1905. године.